# 蘭花東港捲管螺
蘭花東港捲管螺（学名：Cochlespira pagoda），是新腹足類支序之下東港捲管螺科東港捲管螺屬的一种。

## 分佈
主要分布于台湾，常栖息在泥沙质海底。